# Foenatopus acutistigmatus
Foenatopus acutistigmatus  (лат.) — вид наездников рода Foenatopus из семейства Stephanidae. Китай (Yunnan, Guangdong).

## Описание
Эндопаразиты насекомых. Длина тела самок 18-23 мм, длина переднего крыла 10-12 мм, длина яйцеклада 2-3 см. Жгутик усиков самок 38-члениковые. От близких видов отличается следующими признаками: темя и затылок грубо морщинисты, лоб красновато-коричневый, щёки гладкие и блестящие; птеростигма длинная и заострённая.
Основная окраска тела чёрная (ноги светлее). Голова и 3-й тергит с желтоватыми отметинами. Шея спереди выемчатая, с мелкими бороздками; задняя часть пронотума градуально сливается с оставшейся частью переднеспинки; метаплеврон узкий; жилка 2-SR и 2-SR+M переднего крыла отсутствует; жилка 2-CU1 переднего крыла редуцирована; задние голени сплющены в базальной части; задние лапки самок 3-члениковые.